# John Eaves
John Eaves (* 8. April 1953) ist ein ehemaliger kanadischer Freestyle-Skier und Schauspieler.

## Leben
In seiner aktiven Zeit als Skiläufer, welche von 1974 bis 1982 reichte, galt John Eaves als einer der besten Skiläufer der Welt, was sich auch in seinen sportlichen Erfolgen zeigte. Neben zahlreichen weiteren Titeln konnte Eaves zwischen 1977 und 1980 allein sechs Weltmeistertitel für sich erkämpfen. Das Freestyle-Skiing machte ihn aber auch über die Sportwelt hinaus einer breiten Öffentlichkeit bekannt, indem er, nach bereits zwei vorigen Stunteinsätzen in James-Bond-Filmen, 1981 in dem James Bond Film In tödlicher Mission erneut als Stuntdouble von Roger Moore in Cortina d’Ampezzo die Bobbahn auf Skiern herunterlief, während die halsbrecherische Abfahrt von Kameramann, Regisseur und Designer Willy Bogner gefilmt wurde. Die legendäre Filmszene brachte Eaves auch noch spätere Zusammenarbeiten mit Bogner ein. Die Dreharbeiten in Cortina waren von einem traurigen Ereignis überschattet, da ein weiterer Stuntman bei den Dreharbeiten im Eiskanal zu Tode kam.
Im Jahr 1985 sollte eine Filmrolle folgen, in welcher John Eaves auch als Schauspieler agierte. Gemeinsam mit Suzy Chaffee spielte John Eaves die Hauptrolle in Bogners mit Bambi und Bayerischer Filmpreis ausgezeichneten Film Feuer und Eis, worin er wiederum mit fantastischen Skistunts glänzt. Die kommentierende Synchronstimme von John Eaves innerhalb des Filmes übernahm in der englischen Fassung der Sänger John Denver, in der deutschen Fassung der Schweizer Kabarettist Emil Steinberger.
Es folgten weitere Filme, in welchen es voranging um spektakuläre Ski- und Snowboardstunts geht, darunter u. a. 1995 der Film Jackie Chans Erstschlag, in welchem Eaves mit einem Snowboard eine Klippe herunterspringt und daraufhin in der Luft Halt an den Kufen eines Helikopters findet.
In dem Film Top Speed wechselte John Eaves schließlich hinter die Kamera, um als Kameramann für die Szenen in der Bobbahn zu fungieren.
Eaves ist noch immer leidenschaftlicher Skifahrer und veröffentlicht von Zeit zu Zeit Videos über seine Tätigkeit als Skiläufer.
John Eaves lebt im kanadischen Calgary.
2021 wurde Eaves in die U.S. Ski and Snowboard Hall of Fame aufgenommen.

## Erfolge

### Weltcupwertungen
| Saison | Gesamt | Gesamt | Aerials | Aerials | Moguls | Moguls | Ballett | Ballett | Kombination | Kombination |
| Saison | Platz  | Punkte | Platz   | Punkte  | Platz  | Punkte | Platz   | Punkte  | Platz       | Punkte      |
| ------ | ------ | ------ | ------- | ------- | ------ | ------ | ------- | ------- | ----------- | ----------- |
| 1980   | 5.     | 202    | 1.      | 96      | 21.    | 33     | 18.     | 40      | 7.          | 33          |
| 1981   | 8.     | 252    | 9.      | 110     | 16.    | 65     | 26.     | 40      | 9.          | 37          |
| 1982   | 52.    | 58     | 33.     | 19      | 32.    | 26     | –       | –       | 21.         | 13          |

### Weltcupsiege
Eaves errang im Weltcup 12 Podestplätze, davon 4 Siege:
| Datum           | Ort     | Land    | Disziplin   |
| --------------- | ------- | ------- | ----------- |
| 11. Januar 1980 | Poconos | USA     | Aerials     |
| 1. Februar 1981 | Laax    | Schweiz | Aerials     |
| 22. März 1981   | Calgary | Kanada  | Kombination |
| 22. März 1981   | Calgary | Kanada  | Aerials     |

### Weitere Erfolge
- 1977: Combined Freestyle Overall
- 1978: Aerials
- 1978: Combined Freestyle Overall
- 1979: Aerials
- 1979: Combined Freestyle Overall

## Filmografie (Auswahl)
- 1969: James Bond 007 – Im Geheimdienst Ihrer Majestät – Regie: Peter R. Hunt
- 1977: Der Spion, der mich liebte – Regie: Lewis Gilbert
- 1981: James Bond 007 – In tödlicher Mission – Regie: John Glenn
- 1982: The Soldier – Regie: James Glickenhaus
- 1985: Feuer und Eis – Regie: Willy Bogner
- 1988: Skiers Dream – Regie: John Eaves
- 1990: Feuer, Eis & Dynamit – Regie: Willy Bogner
- 1994: White Magic – Regie: Willy Bogner
- 1994: Squanto: A Warrior’s Tale / The Last Great Warrior – Regie: Xavier Koller
- 1996: Jackie Chans Erstschlag – Regie: Stanley Tong
- 1997: Mr. Magoo – Regie: Stanley Tong
- 1998: Leslie Nielsen ist sehr verdächtig – Regie: Pat Proft
- 2000: The Tracker – Regie: Jeff Schechter
- 2001: Ski to the Max – Regie: Willy Bogner
- 2002: Der Anschlag – Regie: Phil Alden Robinson
- 2003: Top Speed – Regie: Greg MacGillivray